# Agriculture en Sierra Leone

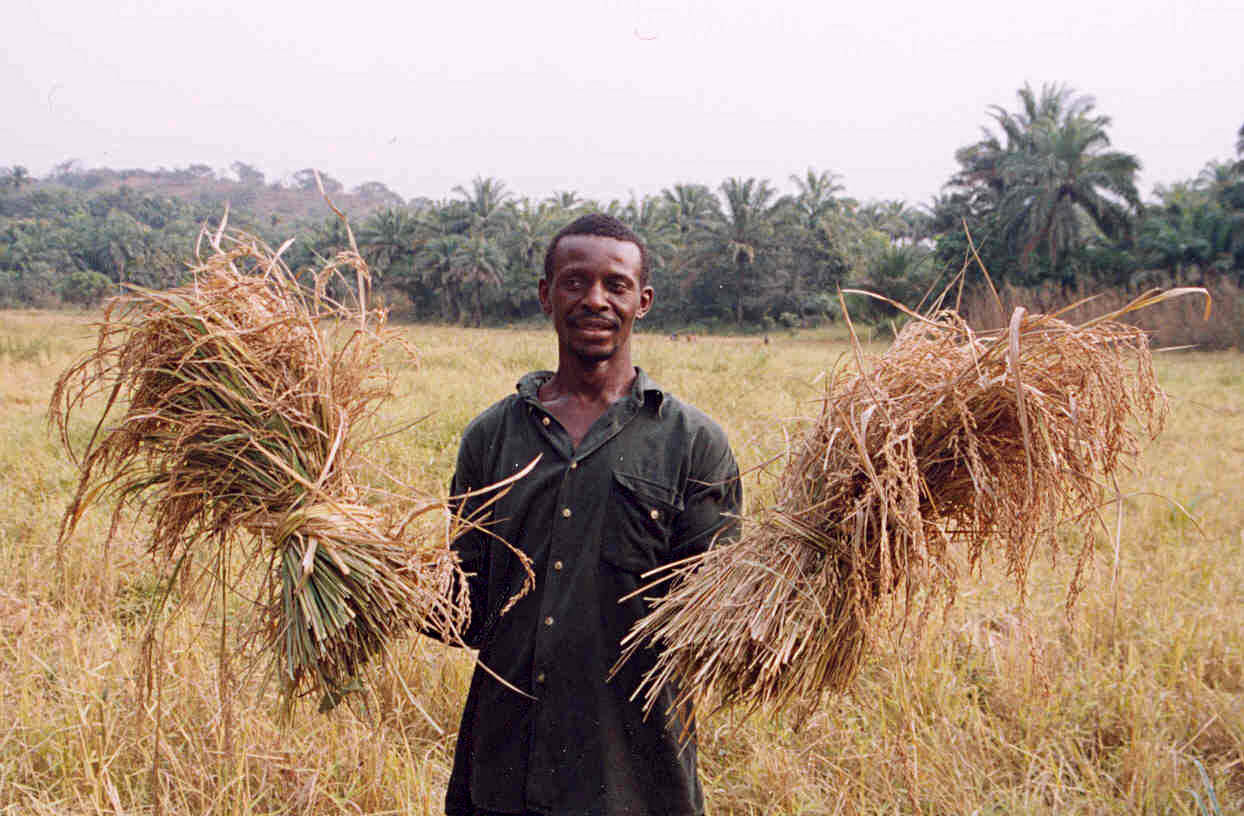
Un agriculteur avec sa récolte de riz au Sierra Leone

L'agriculture en Sierra Leone constitue une part importante de l'économie du pays, puisqu'elle représente 63 % du produit intérieur brut (PIB) en 2020. Les deux tiers de la population de la Sierra Leone vivent de l'agriculture de subsistance.

## Valeur économique
Le secteur agricole a connu une croissance d'environ 14 % en 2007, tirée par les cultures, et de 5 % en 2008. Malgré cette croissance, le pays est un importateur net de denrées alimentaires, par exemple, en 2004, 19 000 tonnes de riz ont été importées.
La Sierra Leone n'est pas autosuffisant sur le plan alimentaire. La nourriture est l'une des principales importations de la Sierra Leone. En 2006, les exportations agricoles représentaient 4 % des exportations totales, soit plus de six millions de dollars américains, le cacao étant la principale exportation, avec plus de 5 millions de dollars américains.

## Produits agricoles

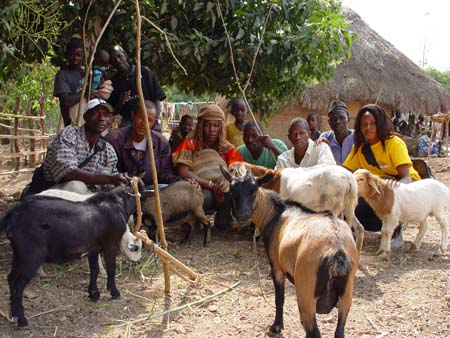
Chèvres naines d'Afrique de l'Ouest données aux villages de la région de Kabala au Sierra Leone à titre d'aide au lendemain de la guerre civile afin d'augmenter les revenus.

### Riz
Le riz est la culture de base la plus importante en Sierra Leone, 85 % des agriculteurs cultivent du riz pendant la saison des pluies et la consommation annuelle est de 76 kg par personne. En 2004, une superficie de 2 100 km2 était cultivée en riz, avec un rendement annuel de 265 000 tonnes. Le riz est cultivé dans trois écosystèmes différents : le riz de mangrove, le riz pluvial et le riz d'eau profonde. Avec environ 200 km2 de terres cultivées en riz d'eau profonde, la Sierra Leone est la principale zone de culture du riz tropical d'eau profonde.

### Manioc
Le manioc est le deuxième aliment de base cultivé dans le pays, avec un rendement annuel de 350 000 tonnes en 2006. Les principales zones de production se situent dans le sud-ouest, le centre et l'extrême nord. Les principaux problèmes liés à la culture du manioc sont les maladies et les parasites. Les principales maladies sont la mosaïque du manioc et la bactériose du manioc, qui ont le plus grand impact économique, la tache brune des feuilles du manioc, l'anthracnose du manioc et le Rigidoporus microporus (en).

### Autres grandes cultures vivrières
Les autres grandes cultures vivrières annuelles sont le sorgho, le maïs, le millet, la patate douce et l'arachide.

### Plantations de cultures commerciales
La principale culture arboricole est le palmier à huile, utilisé pour ses fruits, qui peuvent être transformés en huile de palme et en sève, qui est transformée en vin de palme. Les autres principales cultures sont les agrumes, la canne à sucre, le cacao, le café et la noix de coco.

### Bétail
| Bétail              | 1984    | 2002      | 2005      |
| ------------------- | ------- | --------- | --------- |
| Bovins              | 333,181 | 100,000   | 200,000   |
| Mouton              | 264,000 | 200,000   | 375,000   |
| Chèvre              | 145,000 | 250,000   | 450,000   |
| Cochon              |         | 20,000    | 35,000    |
| Poulet              |         | 4,000,000 | 5,200,000 |
| Canards domestiques |         | 300,000   | 500,000   |
| Lapins domestiques  |         | 5,000     | 7,000     |

Les animaux d'élevage les plus courants en Sierra Leone sont les bovins, les ovins, les caprins, les porcins et les volailles. La guerre civile a sérieusement réduit le nombre de têtes de bétail dans le pays, bien que les chiffres se soient rétablis depuis la fin de la guerre en 2002. La plupart des bovins appartiennent à la race Ndama, qui est trypanotolérante, et les maladies qui posent problème sont notamment la péripneumonie contagieuse bovine.
Le bétail est présent dans le nord du pays et l'élevage est dominé par le groupe ethnique des Peuls qui possèdent la majorité du bétail dans le pays et gèrent souvent le bétail appartenant à d'autres groupes. L'élevage de volailles se compose principalement de poulets, de pintades et de canards de Barbarie.
Les moutons sont présents sur l'ensemble du territoire et appartiennent à la race naine Djallonke. Les chèvres sont des chèvres naine d'Afrique de l'Ouest. On les trouve dans tout le pays, mais 60 % d'entre elles vivent dans la province du Nord. Les races de moutons et de chèvres sont rustiques, capables de survivre à un environnement rigoureux et résistantes à la trypanosomiase. Les chèvres naines d'Afrique de l'Ouest peuvent survivre en broutant toute l'année, même pendant la saison sèche, sans avoir besoin d'aliments supplémentaires. Les maladies qui affectent les ovins et les caprins sont notamment le piétin, les parasites internes et la cowdriose.

## Gouvernance
Le développement agricole est une priorité pour le gouvernement de la Sierra Leone et relève de la compétence du ministère de l'agriculture, des forêts et de la sécurité alimentaire. Le 22 septembre 2009, la Sierra Leone a signé le pacte du Programme détaillé pour le développement de l'agriculture africaine (CAADP), acceptant de porter à 10 % le pourcentage du budget consacré à l'agriculture. En 2007, le pourcentage du budget consacré à l'agriculture était de 1,7 %, mais il est passé à 9,9 % en 2010,.